# Лицар Закону
Нагрудний знак «Лицар Закону» — відомча заохочувальна відзнака Міністерства внутрішніх справ України.
Знак не увійшов до нової системи відзнак МВС України, що діє від 2013 року.

## Історія нагороди
- 8 серпня 2003 року наказом Міністра внутрішніх справ Ю. О. Смирнова № 871 була заснована відзнака МВС України «Лицар Закону»[1].
- Наказом МВС України від 21 березня 2012 року № 217 «Про затвердження Положення про відомчі заохочувальні відзнаки Міністерства внутрішніх справ України»[2] встановлена назва — нагрудний знак «Лицар Закону».
- 30 травня 2012 року Президент України В. Ф. Янукович видав Указ, яким затвердив нове положення про відомчі заохочувальні відзнаки; міністрам, керівникам центральних органів виконавчої влади, керівникам (командувачам) військових формувань, державних правоохоронних органів було доручено забезпечити в установленому порядку перегляд актів про встановлення відомчих заохочувальних відзнак, приведення таких актів у відповідність із вимогами цього Указу[3]. Протягом 2012–2013 років Міністерством внутрішніх справ України була розроблена нова система заохочувальних відзнак[4], що вже не містила відзнаки «Лицар Закону».

## Опис відзнаки МВС України «Лицар Закону»
(відповідно до Наказу МВС України від 05.06.2007 № 180)
- Відзнака МВС України «Лицар Закону» виготовляється з білого металу і має форму опуклої восьмипроменевої зірки з позолоченими і посрібленими розбіжними променями.
- Посередині зірки — круглий медальйон із зображенням на білому емалевому тлі золотої фігури святого Юрія Змієборця. Медальйон обрамлено двома обідками з пружками, з яких внутрішній, синього кольору, має напис «Лицар Закону», а зовнішній, світло-блакитного кольору, прикрашений сімома гранованими кришталиками.
- У верхній частині медальйону вміщено зображення емблеми Міністерства внутрішніх справ України. Напис та пружки медальйону позолочені.
- Зворотний бік відзнаки угнутий, з вигравіруваним номером та пристроєм для кріплення нагрудного знака до одягу.
- Діаметр зірки — 56 мм.
- Стрічка до відзнаки шовкова, муарова, білого кольору, з двома поздовжніми синіми смужками. По краях стрічки — поздовжні смужки золотистого кольору. Ширина стрічки 24 мм, ширина синіх і золотистих смужок — по 3 мм кожна.
- Планка до відзнаки являє собою металеву пластинку, обтягнуту стрічкою відповідного кольору.